# 한송문학상
한송문학상은 계간 문예지 문학사계가 2009년에 제정한 문학상이다. 추사 김정희의 그림 새한도처럼 내용과 형식 면에서 탁월한 작품에 수여한다.

## 역대 수상 작품
- 2009년 1회 최문자 <깊은 해변>외 3편[1]
- 2010년 2회 이상각
- 2011년 3회 유금호
- 2012년 4회 박정희
- 2013년 5회 엄한정 <자갈길> 외 4편[2]
- 2014년 6회 허련순
- 2015년 7회 시인 조기호[3]
- 2016년 8회 인생의 실체와 환상 사이에서 치유의 미학을 찾아 새로운 향상을 보여준 임미옥 시집 <눈의 나라 설화>[4]